# KIM-10

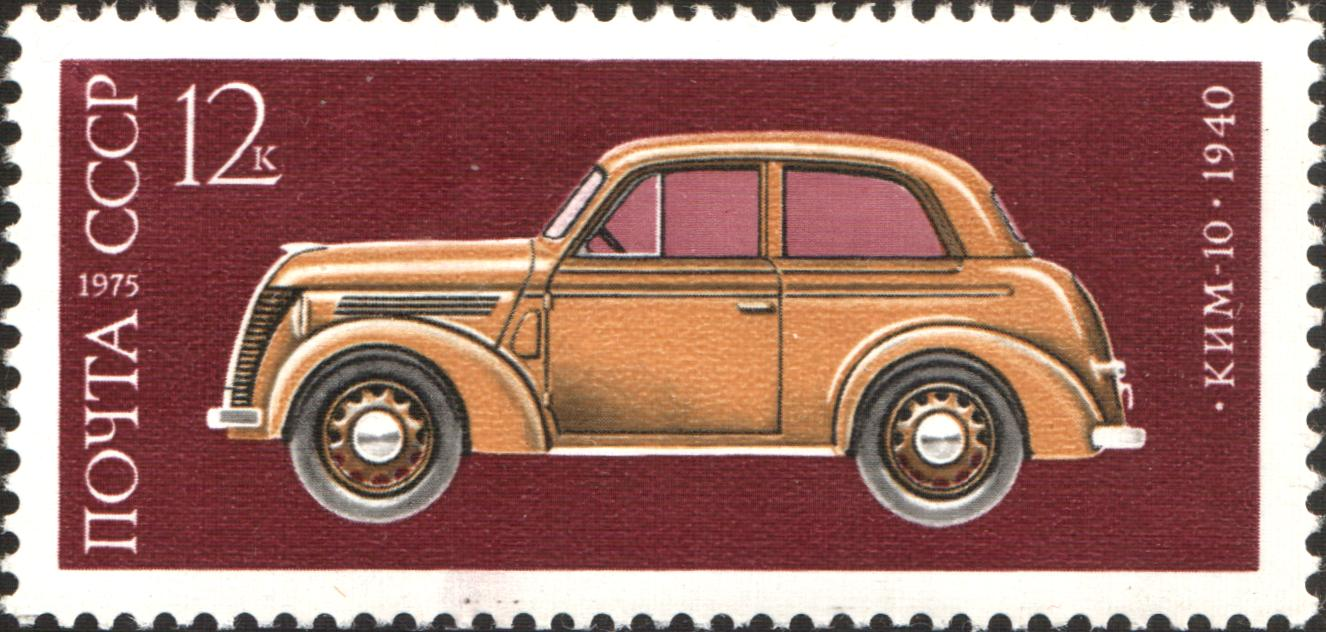
Sylwetka KIM-10 na znaczku pocztowym

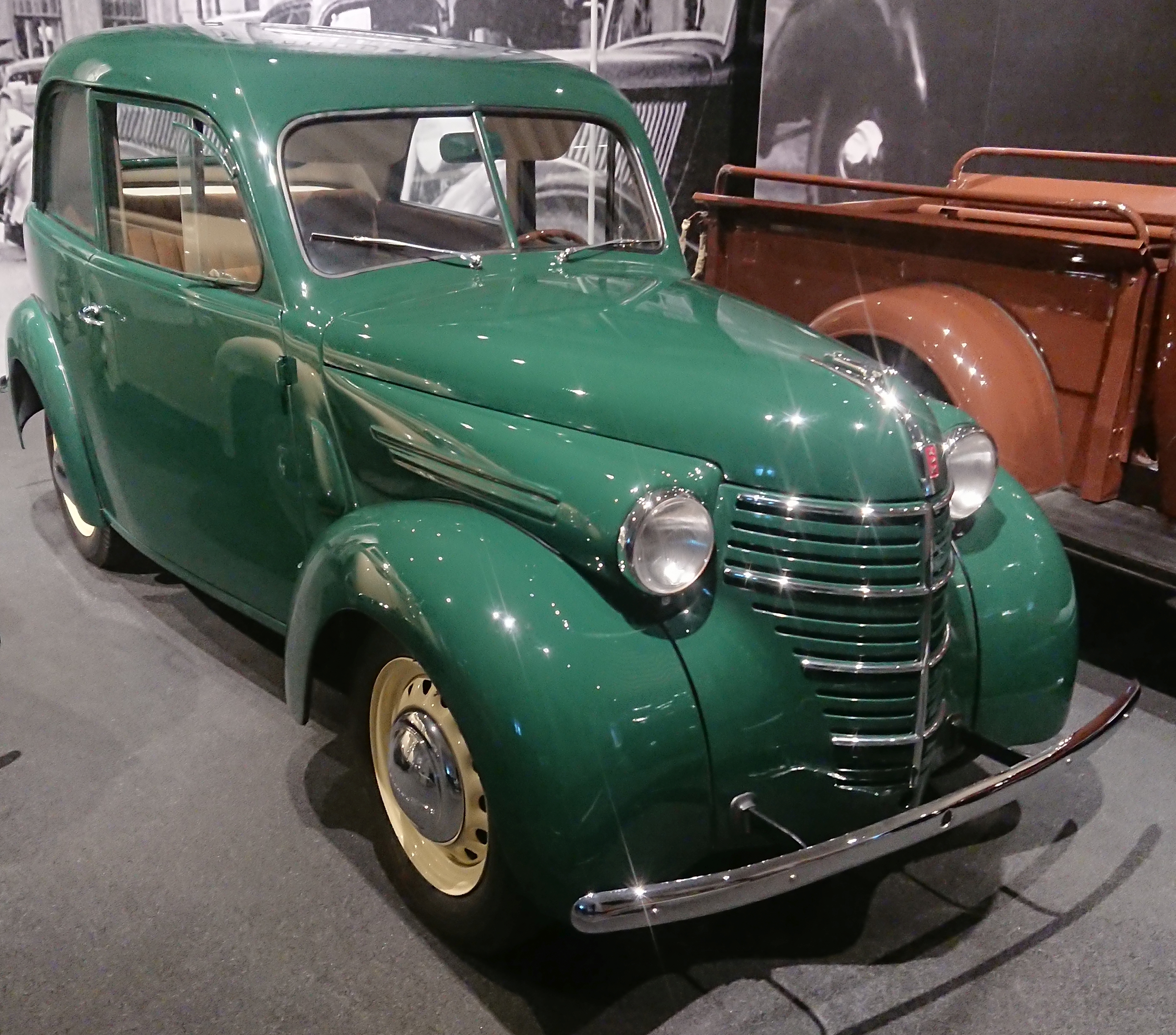
KIM-10-50

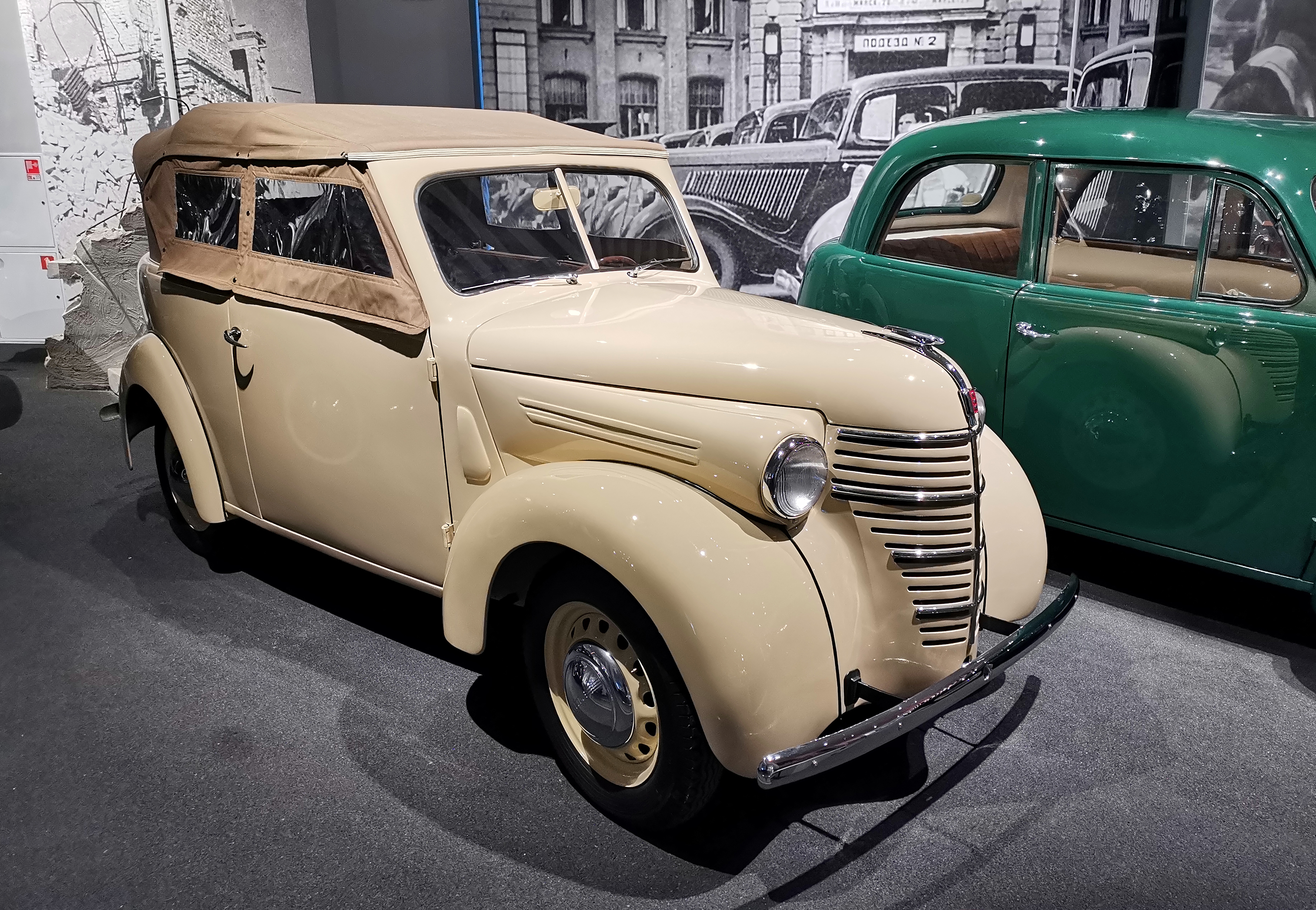
KIM-10-51

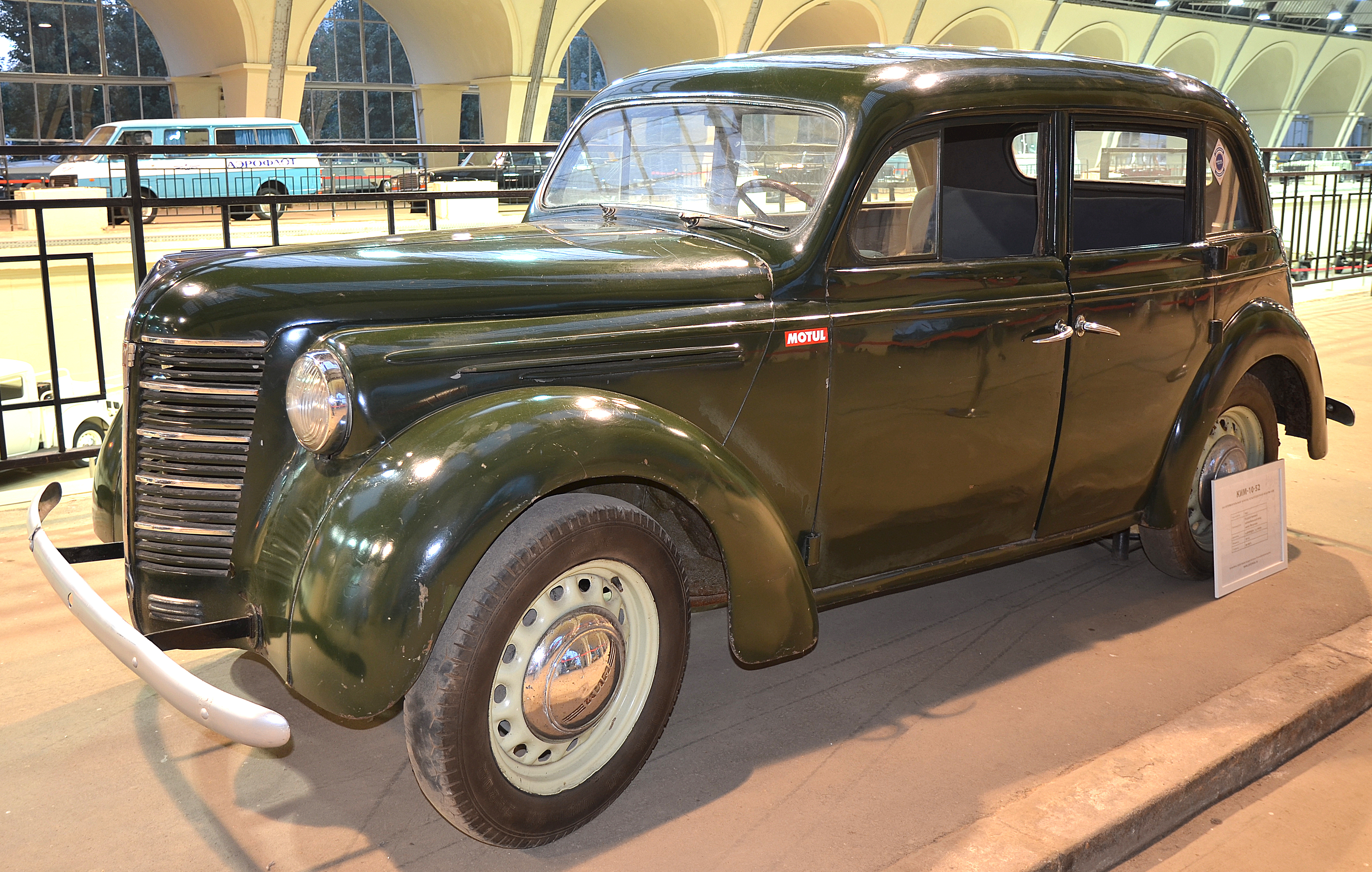
KIM-10-52

KIM-10 (ros. КИМ-10) – radziecki samochód osobowy, produkowany w małej serii przez moskiewskie Zakłady im. KIM w latach 1940–1941.

## Historia i opis modelu
KIM-10 był pierwszym radzieckim samochodem osobowym przewidzianym jako samochód popularny, dostępny w sprzedaży dla prywatnych użytkowników. Decyzję o produkcji małolitrażowego samochodu w Moskiewskich Zakładach Montażu Samochodów imienia Komunistycznej Międzynarodówki Młodzieży (KIM – Kommunisticzeskij internacjonał mołodioży), podjęły 10 stycznia 1939 wspólnie Rada Komisarzy Ludowych (ministrów) ZSRR i Centralny Komitet partii WKP(b). 1 lutego 1939 zakłady te przeorganizowano na Moskiewską Fabrykę Samochodów im. KIM. Zaprojektowanie samochodu powierzono instytutowi NATI, zalecając jednak skopiowanie odpowiedniej konstrukcji zagranicznej. Po testach kilku zakupionych samochodów popularnych (m.in. Fiat 508 i Opel Kadett), rosyjscy konstruktorzy wybrali brytyjski samochód Ford Prefect. W następstwie tego, Rada Ekonomiczna przy Radzie Komisarzy Ludowych postanowiła 5 marca 1939 skopiować samochód Ford Prefect w wersji dwudrzwiowego sedana oraz kabrioletu. Ważnymi czynnikami wyboru była mało nowoczesna, lecz prosta i tania konstrukcja, oraz doświadczenie radzieckich inżynierów z samochodami Forda, produkowanymi na licencji (GAZ-A). Na bazie inżynierów z NATI i GAZ sformowano biuro konstrukcyjne w zakładach KIM, mające zająć się adaptacją samochodu, którego głównym konstruktorem został A. Ostrowcew.
Pomimo skopiowania części mechanicznej, radzieccy konstruktorzy zmodyfikowali nadwozie samochodu KIM, przez co nie było ono dokładną kopią Forda. Różniło się od pierwowzoru m.in. osłoną chłodnicy, maską otwieraną wraz z jej przednią częścią, całkowicie stalowym dachem zamiast dermatoidowego, osobnym dostępnym od tyłu bagażnikiem i dwudzielną łamaną szybą przednią. Wykonanie form do tłoczenia blach nadwozia oraz pierwszej partii wytłoczonych blach zamówiono w amerykańskiej firmie Budd (współpracującej wcześniej przy samochodzie ZiS-101). Pierwsze trzy przedseryjne egzemplarze zbudowano 25, 26 i 27 kwietnia 1940 i zademonstrowano na pochodzie pierwszomajowym.
W losy samochodu wmieszała się jednak polityka. Latem 1940 KIM-10 został zaprezentowany Stalinowi, który skrytykował samochód, a przede wszystkim jego dwudrzwiowe nadwozie. W sierpniu Rada Komisarzy Ludowych i CK WKP(b) wydały specjalne postanowienie o sprawie samochodu KIM, w którym obwiniono ludowego komisarza średniego przemysłu maszynowego I. Lichaczowa o rzekome samowolne zmiany w projekcie zatwierdzonym przez Radę Ekonomiczną i zdymisjonowano go ze stanowiska. Nakazano wprowadzenie licznych zmian w konstrukcji, jak obniżenie wysokości nadwozia, usunięcie bocznych stopni, a przede wszystkim zastosowanie czterech drzwi. W październiku 1940 kolejnym postanowieniem nakazano oprzeć nadwozie na czterodrzwiowej wersji samochodu Opel Kadett, pozostawiając dotychczasowe podwozie. Ponieważ jednak w tym czasie nadeszła zamówiona w USA partia blach dla 500 nadwozi, zezwolono zakładom wyjątkowo użyć ich do budowy dwudrzwiowych samochodów.
25 października 1940 zakład zaprezentował zmodyfikowane samochody KIM-10-50 (nadwozie sedan) i KIM-10-51 (nadwozie kabriolet). Główną zmianą było wymagające stosunkowo niewielkich modyfikacji przeniesienie reflektorów wolno stojących na przednich błotnikach (jak w Fordzie) na boki poszerzonej maski silnika, jak w Oplu Kadecie. Zlikwidowano ponadto boczne stopnie i chromowane listwy oraz zastosowano jednolitą tylną szybę zamiast dzielonej. Od listopada 1940 prowadzona była produkcja tych samochodów, przerwana w lipcu 1941, po ataku Niemiec na ZSRR. W tym czasie zbudowano 378 samochodów (w tym 13 w 1940 roku i 365 w 1941 roku, przy tym ostatnie 53 już w lipcu 1941). W tym było nie więcej, niż 10 kabrioletów.
Przed wybuchem wojny opracowano wersję KIM-10-52 z czterodrzwiowym nadwoziem skopiowanym z Opla Kadetta, lecz nie zdążyła ona wejść do produkcji. Po wojnie z kolei zamiast niej w moskiewskich zakładach podjęto produkcję dokładnej kopii Opla Kadetta, jako Moskwicz 400/401-420.

## Dane techniczne
- Nadwozie: na ramie, stalowe, 2-drzwiowe, 4-miejscowe
- Długość/szerokość/wysokość: 3940 / 1470 / 1650 mm
- Rozstaw osi: 2385 mm
- Rozstaw kół: 1145 mm
- Masa własna: 840 kg
- Masa całkowita: 1180 kg
- Prześwit pod osiami: 210 mm

- Silnik: KIM-10 – gaźnikowy, 4-suwowy, 4-cylindrowy rzędowy, dolnozaworowy, chłodzony cieczą, umieszczony podłużnie z przodu, napędzający koła tylne
- Pojemność skokowa: 1172 cm³
- Średnica cylindra x skok tłoka: 63,5 × 92,5 mm
- Moc maksymalna: 26 KM przy 4000 obr./min
- Stopień sprężania: 5,75:1
- Maksymalny moment obrotowy: 6,5 kgf · m
- Gaźnik: MŁ-1
- Skrzynia przekładniowa mechaniczna 3-biegowa, zsynchronizowane biegi II-III, z dźwignią w podłodze
- Sprzęgło: jednodyskowe, suche

- Zawieszenie przednie: zależne, resor poprzeczny, amortyzatory sprężynowe dwustronnego działania
- Zawieszenie tylne: zależne, resor poprzeczny, amortyzatory sprężynowe dwustronnego działania
- Hamulce: przednie i tylne bębnowe, mechaniczne; hamulec ręczny mechaniczny na koła tylne
- Ogumienie o wymiarach: 5,00x16"

- Prędkość maksymalna: 90 km/h
- Zużycie paliwa: 7,25 l/100 km przy 50 km/h